# Encontros e Despedidas
| Críticas profissionais | Críticas profissionais |
| Avaliações da crítica  | Avaliações da crítica  |
| Fonte                  | Avaliação              |
| ---------------------- | ---------------------- |
| Allmusic               | [ 1 ]                  |

Encontros e Despedidas é um álbum do cantor e compositor Milton Nascimento, lançado em 1985 pelo selo Barclay. O disco seguiu a sequência de hits que teve em discos como Sentinela (1980), Caçador de Mim (1981), Anima (1982) e Ao Vivo (1983) tendo faixas como "Portal da Cor", "Rádio Experiência", "Noites do Sertão" (composta em parceria com Tavinho Moura), "Raça" que fora lançado originalmente no álbum Milton (1976), o disco também conta com as faixas "Vidro e Corte" que conta com a presença do guitarrista Pat Metheny e também a canção "Encontros e Despedidas" um dos maiores sucessos do cantor e que teve a presença do flautista Hubert Laws. A faixa "Pra Eu Parar de Me Doer" só está disponível apenas no formato CD, originalmente na edição europeia pela gravadora Polydor e não esteve na primeira edição brasileira em CD pela Philips, esta só reapareceria na série de reedições feita para a caixa do cantor em 1997.

## Faixas

### Lançamento original
Lado A
1. "Portal Da Cor" (Ricardo Silveira, Milton Nascimento) – 4:09
2. "Caso De Amor" (Wagner Tiso, Milton Nascimento) – 3:20
3. "Noites Do Sertão" (Milton Nascimento, Tavinho Moura) – 2:34
4. "Mar Do Nosso Amor" (Tunai, Milton Nascimento) – 3:21
5. "Lágrimas Do Sul" (Marco Antônio Guimarães, Milton Nascimento) – 3:40
6. "Raça" (Milton Nascimento, Fernando Brant) – 2:47

Lado B
1. "Encontros E Despedidas" (Milton Nascimento, Fernando Brant) – 3:35
2. "Quem Perguntou Por Mim" (Milton Nascimento, Fernando Brant) – 3:52
3. "A Primeira Estrela" (Tulio Mourão, Milton Nascimento, Tavinho Moura)  – 5:02
4. "Vidro E Corte" (Milton Nascimento) – 4:40
5. "Radio Experiência" (Tunai, Milton Nascimento) – 2:45

### Versão em CD
Fonte: Allmusic
1. "Portal Da Cor" (Ricardo Silveira, Milton Nascimento) – 4:09
2. "Caso De Amor" (Wagner Tiso, Milton Nascimento) – 3:20
3. "Noites Do Sertão" (Milton Nascimento, Tavinho Moura) – 2:34
4. "Mar Do Nosso Amor" (Tunai, Milton Nascimento) – 3:21
5. "Lágrimas Do Sul" (Marco Antônio Guimarães, Milton Nascimento) – 3:40
6. "Raça" (Milton Nascimento, Fernando Brant) – 2:47
7. "Pra eu parar de me doer" (Milton Nascimento, Fernando Brant) – 3:03
8. "Encontros E Despedidas" (Milton Nascimento, Fernando Brant) – 3:35
9. "Quem Perguntou Por Mim" (Milton Nascimento, Fernando Brant) – 3:52
10. "A Primeira Estrela" (Tulio Mourão, Milton Nascimento, Tavinho Moura)  – 5:02
11. "Vidro E Corte" (Milton Nascimento) – 4:40
12. "Radio Experiência" (Tunai, Milton Nascimento) – 2:45

## Músicos
- Milton Nascimento: voz e violão aço/nylon
- Wagner Tiso: teclados, piano, arranjos, orquestração e regência
- Túlio Mourão: teclados e arranjos na faixa "A Primeira Estrela"
- Ricardo Silveira: guitarra
- Nico Assumpção: baixo, exceto na faixa  "Quem Perguntou Por Mim"
- Tavinho Moura: violão em "Noites do Sertão"
- Luiz Alves: baixo acústico em "Quem Perguntou Por Mim"
- Jaques Morelenbaum: cello em "Noites do Sertão"
- Robertinho Silva: bateria e percussão
- Pat Metheny: guitarra na faixa "Vidro e Corte"
- Hubert Laws: flauta na faixa "Encontros e Despedidas"
- Espírito Santo: Ngona, tumbadora e caxixi na faixa "Encontros e Despedidas"
- Samuka: Sapo, ngoma e caxixi na faixa "Encontros e Despedidas"
- Preto do Cavaco: jeroma e caxixi na faixa "Encontros e Despedidas"
- Laércio Lino: cano na faixa "Encontros e Despedidas"
- Alberto de Oliveira: cincerro na faixa "Encontros e Despedidas"
- José Maria Flores: bongô na faixa "Encontros e Despedidas"

## Ficha Técnica
- Produzido por Mazzola
- Idealização e direção musical: Milton Nascimento
- Coordenação artística: Márcio Ferreira
- Coordenação de Produção: Eva Straus
- Assistência de Produção: João Machado "Joe"
- Auxiliar de Produção: Antonio "Foguete"
- Estúdio de Gravação: PolyGram
- Técnicos de Gravação:  Ary Carvalhaes e Luigi Hoffer (Bases), Jairo Gualberto (teclados), Luiz Claudio e João Moreira (cordas) e Mazola (vocal e voz)
- Auxiliares de Gravação: Barroso "Fera", Marcos, Manoel e Charles
- Estúdio de Mixagem: Lion Share - Los Angeles/California
- Direção de Mixagem: Mazola
- Engenheiro de Mixagem: Humberto Gatica "Humz"
- Auxiliares de Mixagem: Milton Nascimento e Laura Livingstone
- Assistência de Estúdio: Raul Grandon
- Montagem: David Share
- Arregimentação: Paschoal Perrotta
- Corte Digital LP Original: Americo, Luigi Hoffer e Oswaldo Vidal
- Capa, Programação Visual e Arte: Márcio Ferreira, Geraldo Leite (Gera) e Haroldo Ramos
- Fotos: Cafi (Capa), Márcio Ferreira (Trens, Sanfona, Menino e Gagarin), Manchete (Michelangelo, Harley e Terra), Flávio de Souza (Mãos), Governo Francês (Lascaux), Jairo Peres e Milton Eustáquio (Repro) Cia. Cinematográfica Franco-Brasileira (Jules et Jim)
- Coordenação Gráfica: Jorge Vianna

## Versão sueca de Encontros e Despedidas
Em 2014, o cantor sueco Johan Christher Schütz, lançou uma versão sueca da canção "Encontros e Despedidas", titulado "Möten och avsked".